# Van Maanen (cráter)

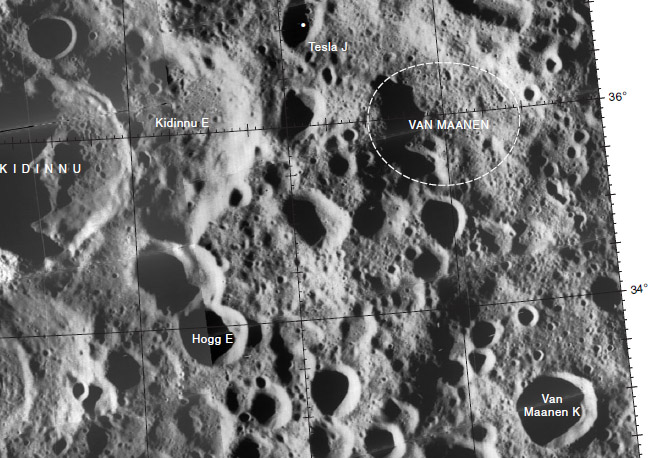
Entorno de Van Maanen

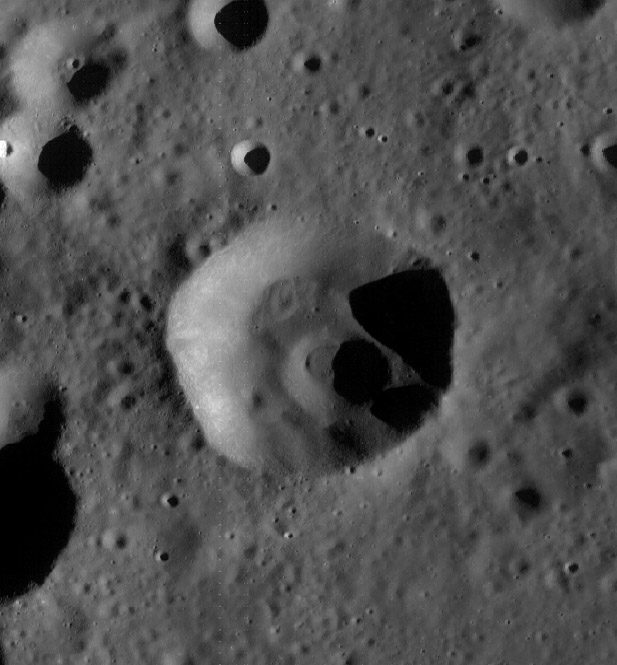
Cráter satélite Van Maanen K

Van Maanen es un cráter de impacto muy erosionado, perteneciente a la cara oculta de la Luna. Se encuentra al este del cráter Kidinnu, y al sureste de Tesla y de H. G. Wells.
Desde que este cráter se formó, ha sido fuertemente bombardeado por impactos posteriores hasta el punto de que es poco más que una depresión en la superficie rodeada por un borde irregular. El perfil del brocal aparece muy desgastado y mal definido, con cráteres más pequeños situados a su lado. Estos a su vez se han desgastado y redondeado por efecto de la erosión provocada por otros impactos.

## Cráteres satélite
Por convención estos elementos son identificados en los mapas lunares poniendo la letra en el lado del punto medio del cráter que está más cercano a Van Maanen.
|            | \| Van Maanen \| Coordenadas \| Diámetro \| \| ---------- \| ------------------------------ \| -------- \| \| K \| 33°12′N 129°06′E / 33.2, 129.1 \| 23 km \| |          |
| Van Maanen | Coordenadas | Diámetro |
| K          | 33°12′N 129°06′E / 33.2, 129.1 | 23 km    |